# レディー・ガガの生肉ドレス

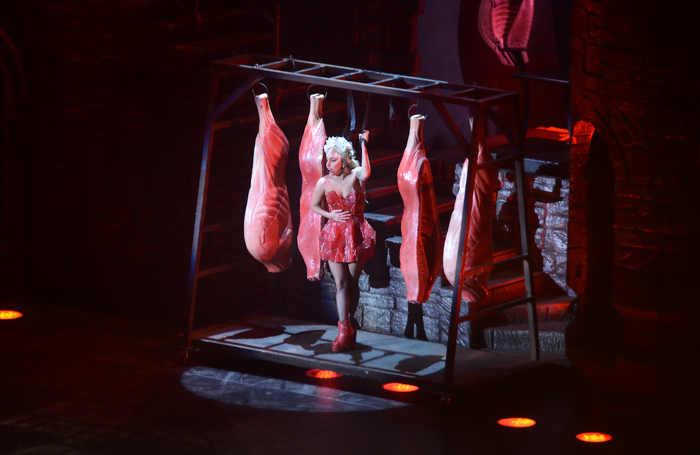
生肉ドレスを着て吊るされた肉と一緒に歌うガガ（2012年、Born This Way Ballにて）

レディー・ガガの生肉ドレス（レディー・ガガのなまにくドレス）は、アメリカ合衆国のポップシンガーであるレディー・ガガが着た、生の牛肉でできたドレスである。
レディー・ガガは、マスコミが生肉ドレスと呼んだ生の牛肉でできたドレスを着て2010年のMTV Video Music Awards(VMAs)に参加した。フランク・フェルナンデスとニコラ・フォルミケッティ がデザインしたこのドレスは、動物愛護団体の非難を浴びるとともにタイムズ誌によって2010年の最も「表現力あるファッション」(fashion statement)と評価された。一方でマスコミは、現代美術やポップカルチャーにみられるよく似たイメージと比較したときに、この生肉ドレスというアイデアにどの程度のオリジナリティがあるかも問題にしてきた。例えば2006年には建築設計事務所であるディラー・スコフィディオ+レンフロによりデザインされた肉のドレスが存在していたのである。
このドレスは他のガガの衣装と同様に一度アーカイブスに入ったのだが、2011年には剥製師によってビーフ・ジャーキーの一種として保存処理をされた後にロックの殿堂に展示されることになった。その後の授賞式でのガガの発言によれば、このドレスに込めたメッセージとは信じるもののために戦うことの必要性だった。さらに彼女が強調したのはアメリカ軍の同性愛に対する方針である「Don't Ask, Don't Tell（同性愛者であるかどうかを聞くな、言うな）」への嫌悪だった。

## デザイン
フェルナンデスにドレスをつくろうとアプローチしたのは同業のデザイナーでありスタイリストのフォルミケッティだった。彼がデザインを決め、1週間かけて綿密な予定がたてられた。ドレスはアシンメトリーであり首回りにひだをつくるカウルネックになっている。フェルナンデスはドレスが確実に良い状態を保てる肉の部位を入念に選んだと語っている。素材にはハラミ（フランク・ステーキ）が選ばれ、彼の家族が経営する肉屋からその部位が取り寄せられた。ドレスは舞台裏でガガが服に縫いつけなければならなかった。
「あの夜のガガは他にも素晴らしい服を着ていたから、あのドレスがその中の一つだということはわかっている。でもあれはよく出来ているし、カメラが追っていないときでもすごく彼女に似合っていた。フィッティングをするチャンスはなくて、ドレスを着たのはthe VMAsが初めてだった。モニターでみてやっとサイズが大きすぎると気づいたんだ」とフェルナンデスは自身のデザインについて語っている。
また臭いを気にしてガガにそのことを尋ねると、彼女はとてもいい匂いがするという返事をした。肉の匂いがするから、と答えたとフェルナンデスはいう。また彼は授賞式後のドレスについても語っている。「ガガのドレスはどれもそうなんだけど、保管庫に入るはずだった。ガガ・アーカイブス、とでも言ったらいいのか。とはいえ長くはもたないだろう、それが美しさというものだから。もう一度表舞台に出るときは、おそらく回顧展に並べられるんだろうけど、そうであれば別の衣装のほうがいい。僕が好きなのはあの何かへ変化し進化していくというアイデアそのものなんだ」。その後の彼の説明によれば、このドレスはアーカイブに入る前に保存処理をされビーフジャーキーの一種につくりかえられた。
ロックの殿堂は、剥製師のセルジオ・ヴィジレト(Sergio Vigilato)に6千ドルでドレスの保存を依頼した。そしてテレビ番組に2度登場した後に冷凍されたが、剥製師は冷凍する前のドレスに腐敗が起こっていた徴候があることに気づき、解凍された場合は臭気が出るだろうとコメントしている。繁殖していた細菌を殺す必要もあり、漂白、防腐、洗浄の作業が行われ、さらに以前に保存されていたときの暗赤色に染め直されたため、見た目には最初にドレスが着用されたときと同じ状態が取り戻された。しかし保存処理後には何ヶ所かで牛肉が剥がれてしまい、再生したドレスでもそのままになってしまった。
レディ・ガガは「ボーン・ディス・ウェイ・ボール」ツアーに新たなバージョンの生肉ドレスを持ち込み、「アメリカーノ」、「エレクトリック・チャペル」、「ポーカー・フェイス」の曲中に着用したが、このときは本物の肉を使用していなかった。

## 影響

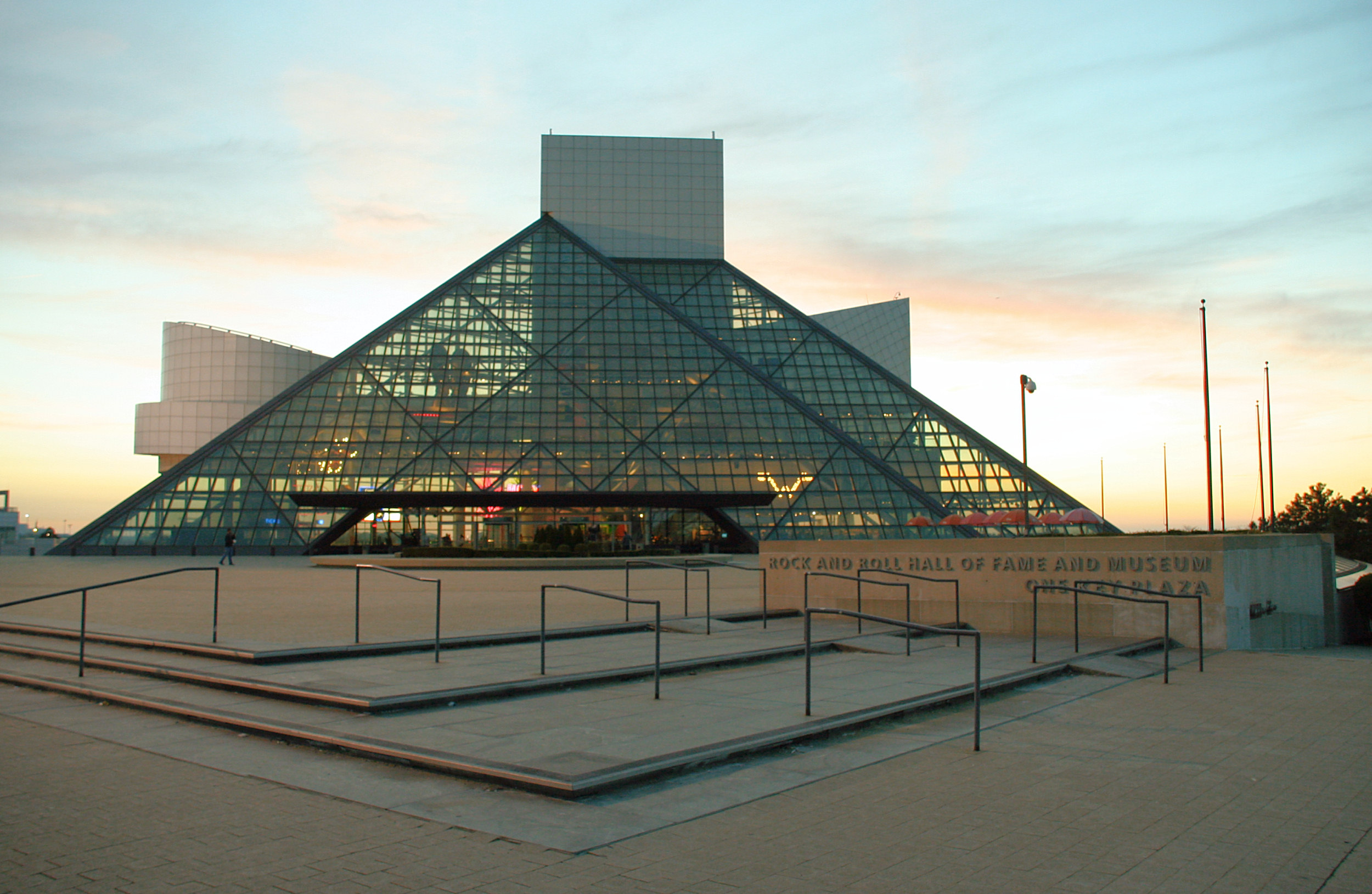
ロックの殿堂博物館は2011年に生肉ドレスの展示を始めた

ガガは生肉ビキニで日本語版ヴォーグの表紙を飾ったこともあるが、もともとは2010年にMTV最優秀ビデオ賞の授賞式で彼女が着ていたものだ。3度の衣装交換をしていたにもかかわらず、生肉ドレスはすぐにこの晩の「最も奇抜なファッション・モーメント」(fashion moment)をもたらしたという言葉で伝えられることになった。ガガはその後もテレビ番組「エレンの部屋」を始めとして何度かこのドレスを身につけてマスコミの前に登場した。
フェルナンデスはこのドレスが自分の仕事に上り調子をもたらしたと考えている。「いまじゃアーティストやデザイナーとして一家言あるような気がする」。彼は以前にもガガのためにアイテムをつくっており、MTV Video Music Awardsをとったバッドロマンスのミュージック・ビデオでのコスチュームを手がけたほか、2011年2月には第53回グラミー賞授賞式でかぶった帽子を製作している。
2010年のハロウィンの最中には作り直された肉ドレスがニューヨークで人気を博し、2011年にはカンブリア大学の学生グループが地元の精肉店の協力を得て、このドレスを再現した。2011年には「ロックな女たち:ヴィジョン、パッション、パワー」(Women Who Rock: Vision, Passion, Power)と題した企画展の一環として、このドレスはロックの殿堂博物館に展示されることになった。
MyCelebrityFashion.co.ukが実施した調査ではキャサリン・ミドルトンのエンゲージ・ドレスを破って「2010年の最も象徴的な装い」に選ばれた。いくつものトピックから2010年を振り返ったタイム誌もこのドレスを同年の最も表現力豊かなファッションと評価した。
ガガの「ボーン・ディス・ウェイ」のパロディである「パフォーム・ディス・ウェイ」をつくったアル・ヤンコビックは、歌詞でこの生肉ドレスに触れ、ダンサーにもミュージックビデオと同じような格好をさせた。またシンプソンズのエピソード「Lisa Goes Gaga」に登場したキャラクターとしてレディー・ガガは、一瞬だけこのドレスを着ている。

## 受容

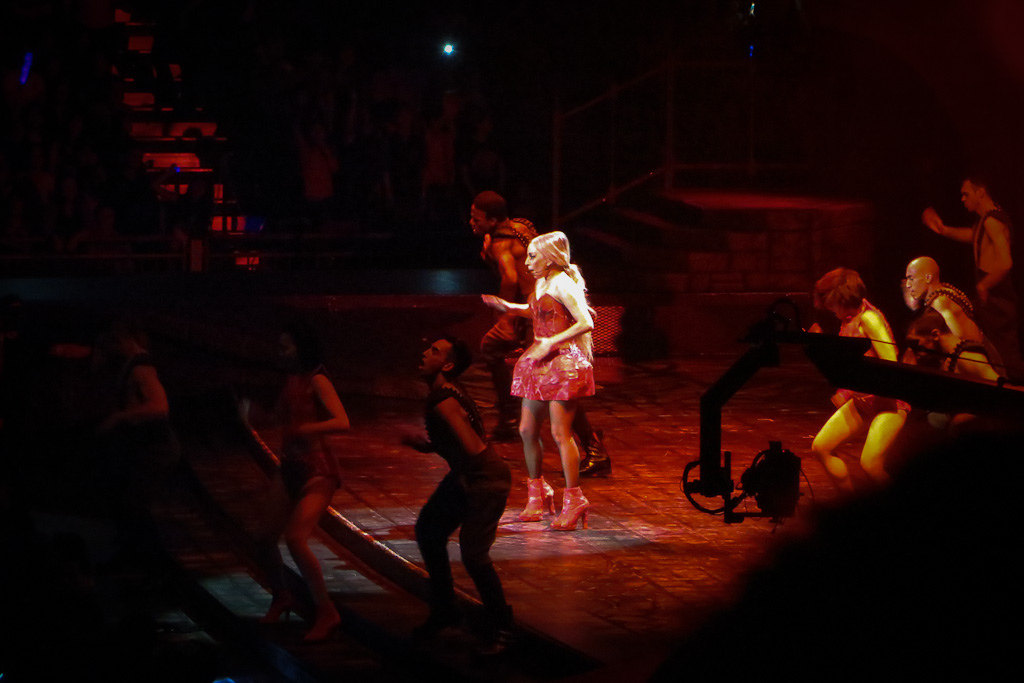
「アメリカーノ」を歌うガガ（「ボーン・ディス・ウェイ・ボール」で）

VMAsが終わると、報道各社はドレスの持つ意義の分析を試み始めた。BBC Newsではアンチ・ファッションからフェミニズム、老いと衰え、肉に対する社会的態度まで幅広いテーマで論じられたが、例えば料理人であるファーガス・ヘンダーソンはこの生肉ドレスの持つメッセージについてこう語る。「人はしばしば肉を肉としてみようとしない。スーパーマーケットで買う時の、きちんとトレーに包装された肉であってほしいと思っている」ということだ。PETAは声明を発表してこのドレスを非難した。「死んだ牛の肉片で出来たドレスを着ることは耳目を集めて当然の挑発的な行動だ。だがドレスに感動して、というより肉屋にまごつかされているのだと誰かが彼女の耳もとでささやいてやるべきだ」。ベジタリアン協会も批判的な立場で「出来上がったものがどれだけ美しくとも、拷問された動物の肉は拷問された動物の肉でしかない。食事のため多すぎるほどの動物が死ぬなかで、このようなパフォーマンスのためにこれ以上彼らは殺されるべきではない」。
このドレスを巡ってはオリジナリティというもう一つの問題も議論の対象となった。アートやファッション関係の評論において、ある作品（「Vanitas: Flesh Dress for an Albino Anorectic」）との類似を指摘する声が多く挙がったのである。これはカナダの立体芸術家であるヤナ・スターバックが1987年に製作した肉のドレスで、1991年にカナダ国立美術館で展示され、大変な論争を招いた作品だった。数年前にはコメディ番組「MADtv」のラストシーズン中でも、ハイディ・クルムの「プロジェクト・ランウェイ」のパロディ・コント中でこのドレスに言及があった。
いくつかの情報源によれば、このドレスのテーマにアンチ・ヴィーガンをみることも可能である。ヴェジタリアンである歌手のモリッシーは、このドレスが政治的、社会的なメッセージであれば許容範囲にあるもので単に「頭のおかしいアイデア」とは全く思えないと語っている。つまり1982年にリンダー・スターリングも肉のドレスを身につけたが、それは男の目に映るままの女でいることに抵抗するためだった、というのだ。ヴィーガンである司会者のエレン・デジェネレスもガガが自分の番組に出演するときに野菜でできたビキニをプレゼントするということをしている。ガガは演説台に立ちドレスを巡る論争に応えた。「…解釈ならいくらでもできます。私が今夜しているように、いますぐに私たちが信じているもののために立ち上がらず、権利のために立ち上がらなければ、私たちが持てる権利は自分たちの骨についた肉と同じだけになるでしょう。そして、私はひとかけらの肉ではありません」。さらに彼女はアメリカ軍の政策である「聞くな、言うな」に対する嫌悪感を強調するためにドレスをまとったのだと語った。
ニューヨーク・タイムズのカレン・ロゼンバーグはこのドレスを、身体に羽のように牛肉の半身を足したフランシス・ベーコンの写真シリーズ(1952年)と比較し、デイリー・テレグラフ紙はビートルズのアルバム「イエスタデイ・アンド・トゥディ#ブッチャー・カバー」(1966年)のオリジナルのカバーと比較し、さらにアンダートーンズのアルバム「All Wrapped Up」(1983年11月)との類似を指摘している。このアルバムでは、女性モデルが肉の切り身（ほとんどがベーコン）を胴体と腕にラップされ、ソーセージのネックレスを下げている。

## 関連文献
- Smith, Heather (March 2011). “Behind the Meat Dress: There are people sewing the meat dress”. Meatpaper (14).